# پیشبینی نرخ جرم وجنایت با استفاده از یادگیری ماشین

## مقدمه
پیش‌بینی نرخ جرم یک مسئله پیچیده و حیاتی است که از ابزارهای تحلیلی پیشرفته برای پر کردن شکاف‌های موجود در مکانیسم‌های تشخیص استفاده می‌کند. پیشرفت‌های اخیر در فناوری و در دسترس بودن داده‌ها، به محققان امکان استفاده از روش‌های یادگیری ماشین و یادگیری عمیق برای مطالعه و پیش‌بینی فعالیت‌های جنایی را داده است.

## یادگیری ماشین و پیش‌بینی جرم
یادگیری ماشین (ML)، زیرمجموعه‌ای از هوش مصنوعی، از الگوریتم‌ها و مدل‌های آماری برای تجزیه و تحلیل الگوها و پیش‌بینی استفاده می‌کند. یادگیری عمیق، زیرمجموعه‌ای از ML، از شبکه‌های عصبی برای رسیدگی به روابط پیچیده‌تر استفاده می‌کند. این روش‌ها به روش‌های مختلفی اعمال می‌شوند:
- الگوریتم‌های در حال استفاده: درخت‌های تصمیم، جنگل‌های تصادفی، رگرسیون لجستیک و ماشین‌های بردار پشتیبان برای آموزش داده‌های جرم و پیش‌بینی روندها و الگوهای آینده استفاده می‌شوند.
- کاربردها: شناسایی همبستگی بین جرایم و عوامل محیطی یا جمعیت‌شناختی (مانند مکان، آب و هوا یا زمان روز).

## مراحل پیش‌بینی جرم
- جمع‌آوری داده‌ها: جمع‌آوری آمار جرم، جزئیات جمعیت‌شناختی و داده‌های محیطی.
- پیش‌پردازش داده‌ها: تمیز کردن و فرمت‌دهی داده‌ها برای تحلیل.
- مهندسی ویژگی‌ها: شناسایی عوامل مرتبط برای آموزش مدل‌ها.
- آموزش و ارزیابی مدل: استفاده از الگوریتم‌های ML و آزمایش اثربخشی آن‌ها.
- کاربرد نتایج: پشتیبانی از اجرای قانون در تصمیم‌گیری و استقرار منابع.

## مجموعه داده‌ها
- مجموعه داده جرم شیکاگو: برای تجزیه و تحلیل جرایم در شیکاگو استفاده می‌شود.
- مجموعه داده جرم لندن: الگوهای جرم را با عوامل اجتماعی-اقتصادی مرتبط می‌کند.
- مجموعه داده‌های دیگر شامل لس آنجلس، نیویورک و فیلادلفیا می‌شوند.

## تکنیک‌های در حال استفاده
- یادگیری ماشین سنتی: تکنیک‌های رگرسیون جرایمی مانند سرقت یا از دست دادن اموال را پیش‌بینی می‌کنند. روش‌های طبقه‌بندی گزارش‌های جنایی را تجزیه و تحلیل کرده و انواع جرایم را طبقه‌بندی می‌کنند.
- یادگیری عمیق: تجزیه و تحلیل تصاویر، متن و ویدیو برای تشخیص ناهنجاری‌ها. استفاده از شبکه‌های عصبی برای شناسایی الگوها در داده‌های پیچیده.

## مزایا و چالش‌ها
- مزایا: بهبود تخصیص منابع، تشخیص روندها و الگوهای جرم.
- چالش‌ها: نگرانی‌های حریم خصوصی و اخلاقی، قابلیت اطمینان مدل‌های پیش‌بینی در سناریوهای مختلف.

## کاربردها
- پیش‌بینی نقاط مهم جرم
- شناسایی مناطق پرخطر برای مداخلات هدفمند
- اقدامات پیشگیرانه از طریق پلیس هوشمند